# Saratowski rajon
Der Saratowski rajon (russisch Саратовский район) ist ein Rajon in der russischen Oblast Saratow. Das Verwaltungszentrum ist die kreisfreie Stadt Saratow, die ebenfalls Hauptstadt der Oblast Saratow ist.

## Geographie und Natur

### Geographische Lage
Der Saratowski rajon liegt zentral in der Oblast Saratow und umschließt die Stadt Saratow halbkreisförmig. Der Rajon befindet sich am westlichen Ufer der Wolga in den Höhenzügen der Wolgaplatte. Die Abhänge der Hügel sind stark bewaldet.

### Nachbargemeinden
| Tatischtschewski rajon | Basarno-Karabulakski rajon | Woskressenski rajon |                 |
| Tatischtschewski rajon |                            | Saratow, Wolga      | Engelsski rajon |
| Lyssogorski rajon      | Krasnoarmeiski             | Wolga               |                 |

## Gliederung
Der Rajon gliedert sich in zwei Stadtgemeinden um Siedlungen städtischen Typs und zehn Landgemeinden mit zusammen 77 Dörfern. Die größten Ortschaften (Stand: 2006) innerhalb des Rajon sind:
- Sokolowy (Соколовый) 6.518 Einwohner  (Siedlung städtischen Typs)
- Krasny Oktjabr (Красный Октябрь) 3.335 Einwohner  (Siedlung städtischen Typs)
- Krasny Tekstilschtschik (Красный Текстильщик) 3.342 Einwohner (Siedlung, bis 2012 Siedlung städtischen Typs)
- Alexandrowka (Александровка)
- Dybki (Дубки) 3.780 Einwohner
- Raskowo (Расково) 1.930 Einwohner
- Tarchany (Тарханы)

Das Verwaltungszentrum des Rajons, die Stadt Saratow (Саратов) mit über 800.000 Einwohnern, gehört selbst nicht zum Rajon, sondert bildet einen eigenständigen Stadtkreis.

## Wirtschaft und Infrastruktur

### Wirtschaft
Im Rajon befinden sich verschiedene Rohstoffvorkommen, die erschlossen sind. Dies betrifft die Förderung von Erdöl, Erdgas und verschiedene Baustoffe. Es existieren Unternehmen aus den Bereichen Textilindustrie und Stahlindustrie.
Die Landwirtschaft konzentriert sich auf Intensivtierhaltung, Geflügelhaltung und den Anbau von Getreide, Sonnenblumen und verschiedene Gemüsesorten und Obstsorten.

### Verkehr
Mehrere Eisenbahnstrecken durchqueren den Rajon:
Saratow – Moskau
Saratow – Samara
Saratow – Wolgograd